# Idaea sugillata
Idaea sugillata là một loài bướm đêm trong họ Geometridae.

## Hình ảnh

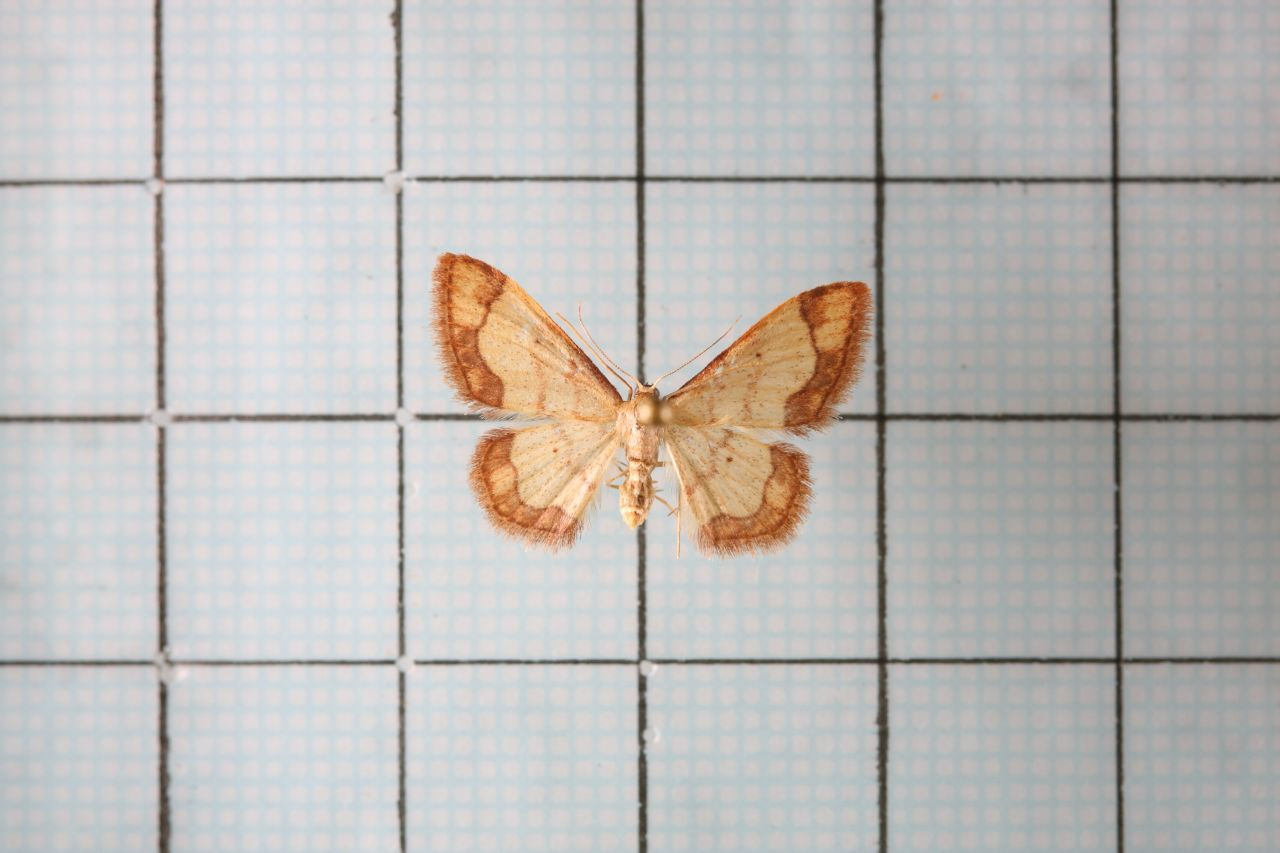